# 新建設コンサルタント
新建設コンサルタント株式会社（しんけんせつこんさるたんと）は、東京都渋谷区恵比寿に本社を置く、ソフトウェア企業（ジャパンアドバンテージ株式会社）を前身とする建設コンサルタント。2012年（平成24年）に創立。また、グループ会社として日本建設エンジニアリング株式会社がある。

## 事業内容
国土交通省、東日本高速道路、中日本高速道路、西日本高速道路などが発注する公共工事等の事業において、発注者として国土交通省の職員が本来行う業務を代行し実施する補助業務（発注者支援業務）を行っている。
業務内容は工事監督支援業務、資料作成業務、施工管理、積算技術、河川巡視支援業務、道路許認可審査・適正化指導業務、施工体制調査員など。

## 沿革
- 2012年08月（平成24年） - ジャパンアドバンテージ株式会社を東京都渋谷区で創立。
- 2015年02月（平成27年） - 東京都渋谷区の本店を埼玉県八潮市に移転。
- 2019年11月（令和元年） - 建設コンサルタント登録業者として登録[1]
- 2020年08月（令和2年） - 千代田営業所を東京都千代田区に開設。
- 2020年10月（令和2年） - 新建設コンサルタント株式会社に社名を変更[2]。
- 2020年10月（令和2年） - 労働者派遣事業者の許可を取得。
- 2021年08月（令和3年） - 有料職業紹介事業者の許可を取得。
- 2022年01月（令和4年） - 大阪支店を大阪府大阪市中央区に開設。
- 2023年11月（令和5年） - 名古屋支店を愛知県名古屋市西区に開設。
- 2024年04月（令和6年） - 大阪支店を大阪府大阪市北区に移転。

## 営業所
- 本社 - 東京都渋谷区
- 千代田営業所 - 東京都千代田区
- 大阪支店 - 大阪府大阪市中央区
- 名古屋支店 - 愛知県名古屋市西区

## 営業登録
- 建設コンサルタント登録[1] 国土交通省 - 登録番号：建01第10688号 登録部門：施工計画、施工設備及び積算部門
- 労働者派遣事業 厚生労働省 - 許可番号：派11-301500
- 有料職業紹介事業 厚生労働省 - 許可番号：11-ユ-301027